# Wade Trophy
Die Wade Trophy ist ein seit 1978 jährlich vergebener Preis für die beste Basketball-Spielerin der US-amerikanischen College-Liga NCAA. Für die Auszeichnung werden nur Spielerinnen der Division I berücksichtigt, der höchsten Spielklasse der NCAA. Die Wade Trophy ist nach der College-Trainerin Lily Margaret Wade benannt, die Mitglied der Naismith Memorial Basketball Hall of Fame ist. Die Trophäe war die erste auf College-Ebene vergebene Basketballauszeichnung für Frauen. Bei der Vergabe wird neben der sportlichen Leistung ebenfalls der Aspekt der sozialen Vorbildfunktion berücksichtigt. Für die Verleihung zeichnen die Women’s Basketball Coaches Association und die National Association for Girls and Women in Sport verantwortlich.

## Gewinner
| Saison  | Spielerin               | College          |
| ------- | ----------------------- | ---------------- |
| 1977–78 | Carol Blazejowski       | Montclair State  |
| 1978–79 | Nancy Lieberman         | Old Dominion     |
| 1979–80 | Nancy Lieberman         | Old Dominion     |
| 1980–81 | Lynette Woodard         | Kansas           |
| 1981–82 | Pam Kelly               | Louisiana Tech   |
| 1982–83 | LaTaunya Pollard        | Long Beach State |
| 1983–84 | Janice Lawrence Braxton | Louisiana Tech   |
| 1984–85 | Cheryl Miller           | USC              |
| 1985–86 | Kamie Ethridge          | Texas            |
| 1986–87 | Shelly Pennefather      | Villanova        |
| 1987–88 | Teresa Weatherspoon     | Louisiana Tech   |
| 1988–89 | Clarissa Davis          | Texas            |
| 1989–90 | Jennifer Azzi           | Stanford         |
| 1990–91 | Daedra Charles          | Tennessee        |
| 1991–92 | Susan Robinson          | Penn State       |
| 1992–93 | Karen Jennings          | Nebraska         |
| 1993–94 | Carol Ann Shudlick      | Minnesota        |
| 1994–95 | Rebecca Lobo            | UConn            |
| 1995–96 | Jennifer Rizzotti       | UConn            |
| 1996–97 | DeLisha Milton-Jones    | Florida          |
| 1997–98 | Ticha Penicheiro        | Old Dominion     |
| 1998–99 | Stephanie White         | Purdue           |
| 1999–00 | Edwina Brown            | Texas            |
| 2000–01 | Jackie Stiles           | Missouri State   |
| 2001–02 | Sue Bird                | UConn            |
| 2002–03 | Diana Taurasi           | UConn            |
| 2003–04 | Alana Beard             | Duke             |
| 2004–05 | Seimone Augustus        | LSU              |
| 2005–06 | Seimone Augustus        | LSU              |
| 2006–07 | Candace Parker          | Tennessee        |
| 2007–08 | Candice Wiggins         | Stanford         |
| 2008–09 | Maya Moore              | UConn            |
| 2009–10 | Maya Moore              | UConn            |
| 2010–11 | Maya Moore              | UConn            |
| 2011–12 | Brittney Griner         | Baylor           |
| 2012–13 | Brittney Griner         | Baylor           |
| 2013–14 | Odyssey Sims            | Baylor           |
| 2014–15 | Breanna Stewart         | UConn            |
| 2015–16 | Breanna Stewart         | UConn            |
| 2016–17 | Kelsey Plum             | Washington       |
| 2017–18 | A’ja Wilson             | South Carolina   |
| 2018–19 | Sabrina Ionescu         | Oregon           |
| 2019–20 | Sabrina Ionescu         | Oregon           |
| 2020–21 | NaLyssa Smith           | Baylor           |
| 2021–22 | Aliyah Boston           | South Carolina   |
| 2022–23 | Caitlin Clark           | Iowa             |
| 2023–24 | Caitlin Clark           | Iowa             |
| 2024–25 | Paige Bueckers          | UConn            |

## Sponsoring
Die Wade Trophy wird vom Unternehmen State Farm gesponsert, einem der größten Auto- und Eigenheimversicherer der USA.